# Hylaeus nevadensis
Hylaeus nevadensis är en biart som först beskrevs av Cockerell 1896.  Hylaeus nevadensis ingår i släktet citronbin, och familjen korttungebin. Inga underarter finns listade i Catalogue of Life.